# Zographus aulicus
Zographus aulicus là một loài bọ cánh cứng trong họ Cerambycidae.